# Sint-Gangulfuskerk (Oosterzele)

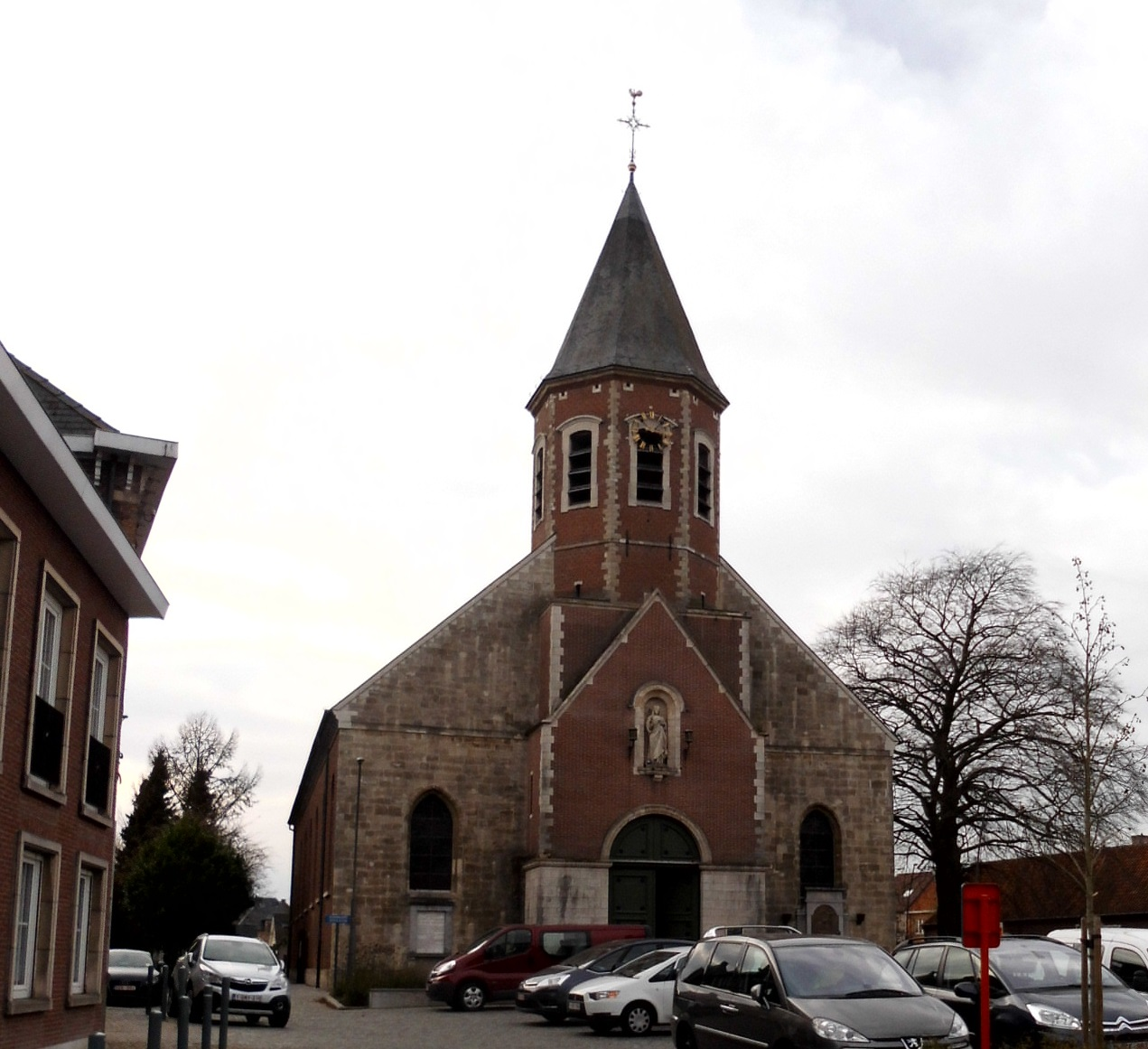
Sint-Gangulfuskerk

De Sint-Gangulfuskerk is de parochiekerk van de Oost-Vlaamse plaats Oosterzele, gelegen aan Dorp.

## Geschiedenis
De oudste kerk zou volgens de overlevering zijn gesticht door Sint-Livinus, in de eerste helft van de 7e eeuw. In 1230 werd de kerk tot parochiekerk verheven. In 1723 stortte de toren in en in 1724-1726 werd de kerk herbouwd. De toren werd toen gebouwd naar ontwerp van J. Motte. Zo ontstond een driebeukige kruiskerk met vieringtoren.
Van 1827-1830 werd een nieuwe kerk gebouwd naar ontwerp van Louis Minard. De kerk werd hierbij naar het westen georiënteerd en de achtkante vieringtoren fungeerde nu als halfingebouwde toren aan de oostgevel. Het is een driebeukige hallenkerk.

## Interieur
Het interieur is uitgevoerd in neoclassicistische stijl. De kerk bezit een 18e-eeuwse communiebank en een biechtstoel in Lodewijk XV-stijl, eveneens 18e-eeuws. De preekstoel, uit 1830, is in late empirestijl. Het Van Peteghemorgel is van 1793.